# 25. ročník People's Choice Awards
25. ročník People's Choice Awards se konal 13. ledna 1999 v Pasadena Civic Auditorium v Pasadeně. Moderátorem večera byl Ray Romano. Ceremoniál vysílala stanice CBS.

## Nominace a vítězové
Tučně jsou označeni vítězové.

### Film
| Nejoblíbenější film                                          | Nejlepší filmové drama                                                      |
| ------------------------------------------------------------ | --------------------------------------------------------------------------- |
| Titanic - Armageddon - Zachraňte vojína Ryana                | Titanic - Dobrý Will Hunting - Zachraňte vojína Ryana                       |
| Nejoblíbenější filmová komedie                               | Nejoblíbenější filmový herec                                                |
| Něco na té Mary je - Dr. Dolittle - Křižovatka smrti         | Tom Hanks - Leonardo DiCaprio - Harrison Ford                               |
| Nejoblíbenější filmová herečka                               | Nejoblíbenější hvězda všech dob                                             |
| Sandra Bullock - Meryl Streep - Julia Roberts - Kate Winslet | Bill Cosby - Harrison Ford - Clint Eastwood - Jack Nicholson - Meryl Streep |

### Televize
| Nejoblíbenější televizní komedie                           | Nejoblíbenější televizní drama                          |
| ---------------------------------------------------------- | ------------------------------------------------------- |
| Show Jerryho Seinfelda (remíza) Frasier (remíza) - Přátelé | Pohotovost - Zákon a pořádek - Policie New York         |
| Nejoblíbenější nový televizní seriál: drama                | Nejoblíbenější nový televizní seriál: komedie           |
| Doktoři z L. A. - Dawsonův svět - Felicity                 | - Jesse (remíza) - Will a Grace (remíza) - The Hughleys |
| Nejoblíbenější televizní herec                             | Nejoblíbenější televizní herečka                        |
| Tim Allen - Kelsey Grammer - Jerry Seinfeld                | Helen Hunt - Calista Flockhart - Oprah Winfrey          |
| Nejoblíbenější televizní herec v novém seriálu             | Nejoblíbenější televizní herečka v novém seriálu        |
| Nathan Lane - D.L Hughley - Eric McCormack                 | Christina Applegate - Faith Ford - Keri Russell         |

### Hudba
| Nejoblíbenější zpěvačka                    | Nejoblíbenější zpěvák                       |
| ------------------------------------------ | ------------------------------------------- |
| Celine Dion - Reba McEntire - Shania Twain | Garth Brooks - Alan Jackson - George Strait |
| Nejoblíbenější umělec všech dob            |                                             |
| Elton John                                 |                                             |